# Огњан Радивојевић
Огњан Радивојевић (Ниш, 6. октобар 1970) српски је поп-фолк певач, музичар, композитор филмске музике и диригент.

## Биографија
Он је од 1992. до 2004. године свирао са Гораном Бреговићем, а такође је био део бенда Здравка Чолића. Такође пише и компонује песме за друге музичаре, а најпознатији је по провокативној песми Хајде цицо, као и и песми Шта ћу ја – дуету са Наташом Беквалац.
Поред Бреговића и Чолића, он је свирао бубњеве и клавијатуре на албумима многих музичара као што су Екстра Нена, група Френки, Бојан Милановић, Ненад Стаматовић, Цеца, Рамбо Амадеус, Дара Бубамара, Дарко Радовановић и други.
Продуцент је дечијег албума Деца су наше највеће благо. Син је музичара Радивоја Радивојевића.
Са супругом Биљаном има сина Лава и ћерку Софију. Живи и ради у Београду.

## Дискографија

### Албуми
- У теби кад ме има (2006, ПГП РТС)[3]
- Тебе достојан (2010, Сити Рекордс)

### Синглови
- Друге се песме чују (1998)
- Хајде цицо (2005)
- Јутро (2009)
- Неко би звезде скинуо (2010)
- Мачка међу голубовима (2010)
- Тражиш ђавола (2010)